# Aeroportul Wudalianchi
Aeroportul Wudalianchi (IATA: DTU, ICAO: ZYDU) este un aeroport din Heilongjiang, Republica Populară Chineză ce deservește zona Wudalianchi⁠(d). Aeroportul a fost tranzitat în 2022 de 19.897 de pasageri. A fost deschis în 22 noiembrie 2017.
Situat la o altitudine de 300 m, aeroportul dispune de o singură pistă.